# Eupithecia offirmata
Eupithecia offirmata är en fjärilsart som beskrevs av Grentzenberg 1869. Eupithecia offirmata ingår i släktet Eupithecia och familjen mätare. Inga underarter finns listade i Catalogue of Life.